# Хідака (Вакаяма)
Хідака (яп. 日高町, ひだかちょう, хідака тьо ) — містечко в Японії, у західній  частині префектури Вакаяма.